# Han Pingdi
Han Pingdi, född 9 f.Kr, död 6 e.Kr, var en kinesisk monark. Han var kejsare av Handynastin 1 f.Kr.-6 e.Kr.